# Dihammaphora arnaui
Dihammaphora arnaui là một loài bọ cánh cứng trong họ Cerambycidae.